# RD–7
Az RD–7 (RD – reaktyivnij dvigatyel, magyarul: sugárhajtómű), korábbi jelzéssel VD–7 (VD – Vlagyimir Dobrinyin) szovjet gyártmányú, egytengelyes kialakítású gázturbinás sugárhajtómű. Kifejlesztése 1952-ben kezdődött az OKB–36 tervezőirodában Vlagyimir Dobrinyin irányításával. Sorozatgyártása az ufai 26. sz. gépgyárban folyt 1977-ig. Elsősorban a Tu–22-es és a 3M bombázók egyes változatain alkalmazták. Az üzemidő tartalékot felhasznált hajtóművek közül többet az AGVT–100 és AGVT–200 tűzoltó járművekbe építve használtak tovább.

## Jellemzői
Egytengelyes kialakítású hajtómű. Kifejlesztésekor újdonságnak számított a kilencfokozatú kompresszor, melyek közül az első fokozatnál az áramlás hangsebesség feletti. A kompresszor előtti beömlő résznél a terelőlapátsor állásszöge változtatható. Az égéstér csöves-gyűrűs kialakítású, mögötte a kétfokozatú turbina helyezkedik el. A fúvócső állandó geometriájú.

## Típusváltozatok
- VD–7B – Javított változat, melyet a 3M bombázó és légi utántöltő repülőgépeken alkalmaztak. Korlátozták a forgórész fordulatszámát. Maximális tolóereje 93,2 kN. 1957–1968 között gyártották.
- VD–7P – Módosított kompresszorral készült változat, melynek maximális tolóereje 110,8 kN.
- RD–7M – Pjotr Koleszov által a hangsebesség feletti repülőgépek számára áttervezett és módosított változat. A hajtómű utánégetőt kapott. A turbina előtti gázhőmérséklet emelésével növelték a tolóerőt. A levegőbeömlő rész átterverzésével növelték a turbina légnyelését is. Maximális tolóereje utánégetővel 156,9 kN, utánégetés nélkül 103 kN. A hajtóművet a Tu–22-es bombázón alkalmazták. 1960–1965 között gyártották.
- RD–7M–2 – Az RD–7M módosított, javított fúvócsővel és utánégetővel ellátott változata. Javítottak az első kompresszorfokozaton is. Növelték az utánégetőben a gázhőmérsékletet és szabályozható, hangsebesség feletti fúvócsövet kapott. 1965–1977 között gyártották és a Tu–22KD bombázókon alkalmazták. maximális tolóereje utánégetéssel 161,8 kN.
- RD–7D – A VM–T Atlant szállító repülőgép számára gyártott utánégető nélküli változat.

## Műszaki adatok (RD–7M)
- Hossz: mm
- Legnagyobb átmérő:1410 mm
- Száraz tömeg: 176 kg
- Turbina előtti gázhőmérséklet: 800 °C
- Maximális tolóerő:
  - utánégetés nélkül: 103 kN
  - utánégetéssel: 156,9 kN
- Légnyelés: 176 kg/s
- Nyomásviszony: 11,2
- Forgórész fordulatszáma: 7400 1/perc